# Kunnerwitz
Kunnerwitz ist ein im Südwesten gelegener Ortsteil von Görlitz am Fuße der Landeskrone. Der Ortsteil zählt rund 600 Einwohner. Bedeutendste Sehenswürdigkeit von Kunnerwitz ist die Erlöserkirche von Karl Friedrich Schinkel.

## Geschichte
Bereits 1228 wurde die Siedlung als Vorwerk der „Herren von Landskron“ erwähnt, doch erst 1404 fand eine urkundliche Erwähnung als slawische Siedlungsanlage Kunrewitz statt. Das so genannte „Rittergut an der Landeskrone“ lag in der Mitte der Siedlung.

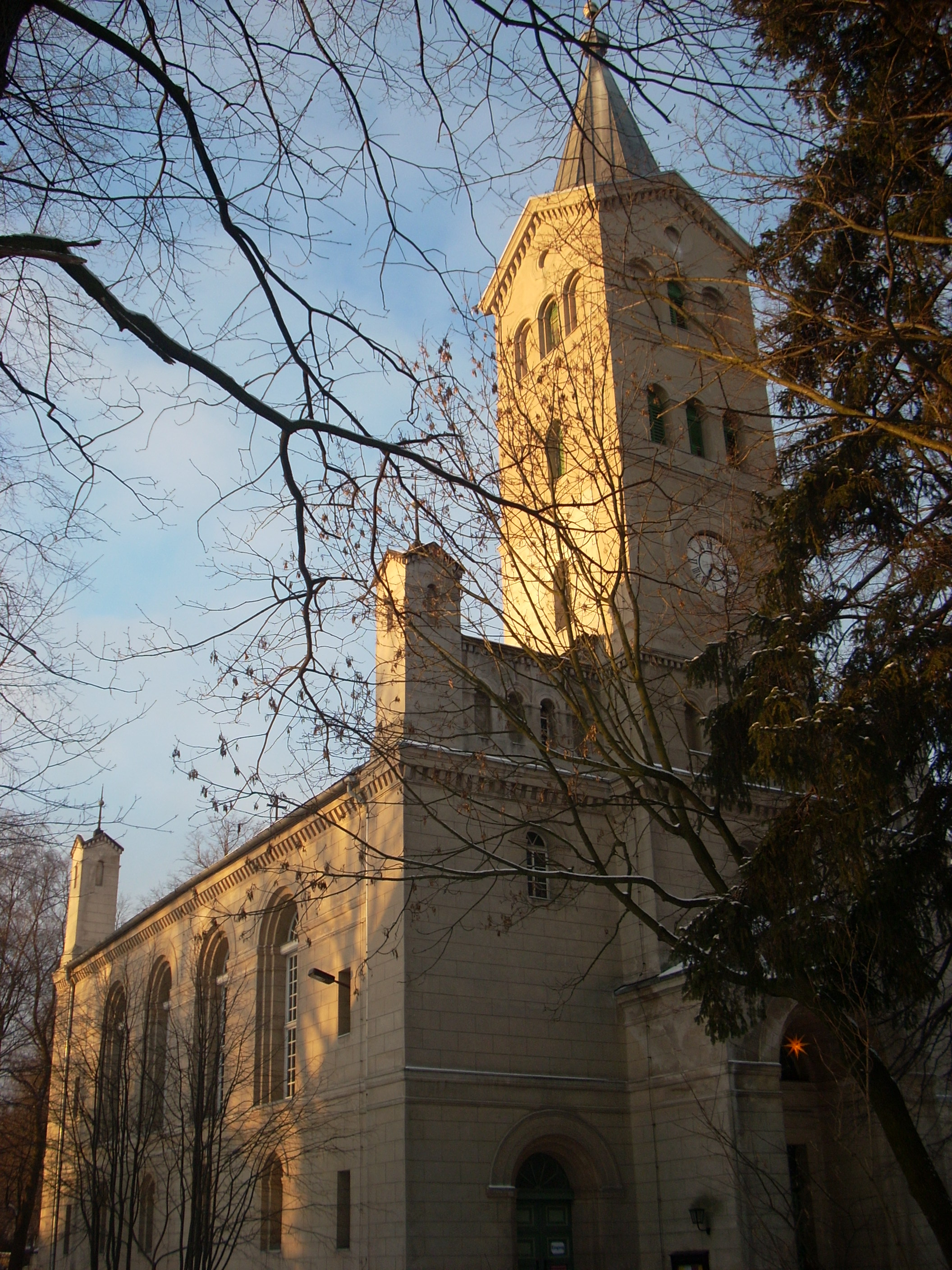
Erlöserkirche Kunnerwitz

Die Gründung als Kirchgemeinde erfolgte mit dem Bau der Kirche 1836. Bis 1839 entstanden zudem ein Pfarrhaus und eine Schule. Das Dorf dehnte sich baulich südwestlich aus.
Mitte des 19. Jahrhunderts hatte Kunnerwitz rund 40 Einwohner, darunter der Müller Johann Christoph Tzschanter. Er war der erste Besitzer der am südwestlichen Dorfende 1806 erbauten Bockwindmühle, die schon 1891 wieder aufgrund von Sturmschäden von 1887 und 1889 abgerissen wurde. Während des Krieges, ab 1942, gab es in Kunnerwitz ein Außenkommando des KZ Groß-Rosen, in dem 25 Häftlinge in der Landwirtschaft arbeiten mussten. In einer alten Sandgrube (am Sandweg) fand die Görlitzer Kriminalpolizei 1947 drei Leichen von ehemaligen Häftlingen. In den Nachkriegsjahren entstanden einige weitere  Eigenheime und Fahrwege.
Nach der Entsiedlung von Deutsch-Ossig in den 1980er Jahren wuchs die Einwohnerzahl des Ortes weiter.
Kunnerwitz wurde zu einem „Wohndorf“. Am 1. Januar 1999 wurde Kunnerwitz nach Görlitz eingemeindet.